# Casimir Pierre Périer
Casimir-Pierre Périer (11. října 1777 Grenoble – 16. května 1832 Paříž) byl francouzský bankéř, majitel dolů a politik liberálně-konzervativní orientace. Byl premiérem Francie v letech 1831–1832 (ve funkci byl jeden rok, dva měsíce a tři dny). Jeho vláda byla silná a podařilo se jí obnovit pořádek po chaosu červencové revoluce. V roce 1832 se stal obětí epidemie cholery.

## Život
Narodil se v rodině Clauda-Nicolase Periera (1742–1801), bohatého obchodníka, továrníka a bankéře, který nabídl svůj zámek Château de Vizille pro slavné setkání stavů 21. července 1788, které předznamenalo francouzskou revoluci. Napoleonem byl Claude Périer jmenován ředitelem Banky Francie (zárodku dnešní centrální banky).
Po otcově smrti a zdědění velkého majetku, Casimir s bratrem Scipionem založil roku 1801 soukromou banku Perier Frères, která měla sídlo na pařížském náměstí Place Vendôme a později na nynější rue Cambon. Tato banka hrála vedoucí roli v raných fázích průmyslové revoluce ve Francii. Ve 20. letech 19. století byla na vrcholu svého úspěchu.
Casimir se v roce 1820 stal ředitelem Banky Francie, stejně jako otec. Vedle toho spravoval i úspěšnou důlní společnost Compagnie des mines d'Anzin v Nord-Pas-de-Calais a slévárnu na Chaillot (kterou s bratrem koupil roku 1818). Všemožně podporoval a prosazoval technologické inovace, takže produkce uhlí v jeho dolech vzrostla z 250 000 tun v roce 1816 na 509 000 tun v roce 1830. V roce 1818 byli Casimir a Scipion také zakladateli první francouzské spořitelny, Caisse d'Épargne et de Prévoyance de Paris. Casimir nakoupil též řadu nemovitostí, mj. na Champs-Elysées, rue Saint-Honoré a v Buloňském lesíku. V době revoluce v roce 1830 byl jedním z nejbohatších mužů v Paříži. V momentě jeho smrti byl jeho majetek odhadnut na téměř 14 milionů franků.
V době restaurace, roku 1817, se stal prvně členem sněmovny (znovu zvolen 1822, 1824 a 1827). Patřil k umírněné levicové opozici. Jeho obchodní zájmy se totiž dostaly do sporu s vládními plány. Nelíbilo se mu placení reparací po Napoleonově konečné porážce, vládní financování výstavby kanálů ani odškodnění šlechty za půdu zkonfiskovanou během revoluce. Restauračnímu režimu oponoval i v jiných otázkách, podporoval například svobodu tisku. Nepřipojil se ale k radikálním republikánům a nezapojil se nijak ani do příprav revoluce v roce 1830. Ještě během revoluce odmítl podepsat deklaraci o sesazení Karla X. z trůnu. Nakonec ale musel uznat, že výsledek revoluce, zřízení konstituční monarchie, mu v zásadě vyhovuje.
Po revoluci se stal předsedou sněmovny a ministrem bez portfeje, ačkoli bylo známo, že není vyloženě královým oblíbencem, neboť Ludvík Filip ho považoval za financiéra pařížské lůzy. Král si nicméně nemohl nevšimnout, že se Perrier v počátcích červencové monarchie posunul doprava. 13. března 1831 ho proto jmenoval předsedou vlády s úkolem obnovit pořádek v zemi. Paříž byla od března do září 1831 v neustálém neklidu a hrozil nový revoluční výbuch. Neklid byl i v Lyonu a Grenoblu. Pařížské demonstrace rozehnala národní garda, v Lyonu a Grenoblu zasáhla armáda.
Jako premiér čelil Périer i mezinárodněpolitické krizi. Ve Varšavě propuklo listopadové povstání a řada francouzských radikálů žádala, aby mu Francouzi šli na pomoc. Périer to odmítl s tím, že taková operace by mohla ohrozit nový, ještě ne zcela silný režim. Aby zažehnal pověst slabocha, udělal pro belgickou revoluci roku 1831 to, co neudělal pro Poláky a vyslal proti intervenujícím Nizozemcům vojenskou výpravu. V roce 1832 se dokonce odhodlal k okupaci Ancony, aby snížil rakouský vliv na Svatý stolec. Na odmítnutí odškodnění francouzských občanů ze strany portugalské vlády reagoval námořní demonstrací. Smrt ho zastihla na vrcholu politické kariéry.
Jeho vnuk Jean Casimir-Perier byl zvolen prezidentem třetí republiky v roce 1894.